# 채석포항
채석포항은 충청남도 태안군 근흥면 도황리에 있는 어항이다. 지방어항으로 지정하여 관리하고 있다. 시설관리자는 태안군수이다.